# 冼星海
冼星海（1905年6月13日—1945年10月30日），曾用名黄训、孔宇，祖籍廣東广州，出生於澳門，中華民國作曲家、鋼琴家，其作品中《黃河大合唱》最廣為人知。曾任教於魯迅藝術學院。

## 生平

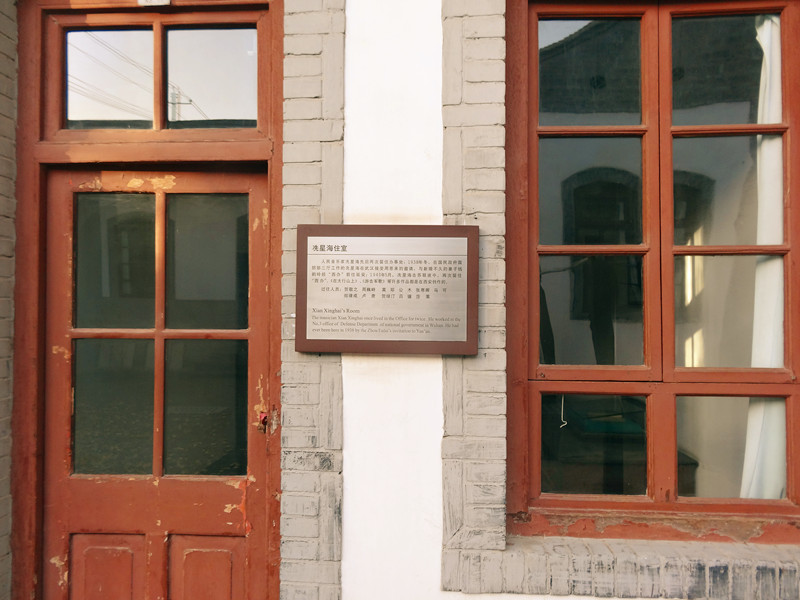
冼星海在八路军西安办事处旧址的寓所

冼星海祖籍广州番禺县大石镇河村（今属番禺区大石街道），祖上世代为疍民，1905年生于澳门水域的小渔船上，父亲在其出生前不幸落入海中去世，童年的冼星海和母亲寄住在外祖父家，1911年，外祖父过世后，随母亲到新加坡，靠母亲帮佣维持生计，1915年，冼星海入新加坡安德烈学校就读，1919年进入养正学校（今养正小学）读书，养正学校的老师区健夫，最先赏识冼星海的音乐秉赋，并选他进入学校军乐队，让他开始接触乐器和音乐训练。当时的校长林耀翔，接受岭南大学专为华侨子弟返国升学所设的华侨学校校长，冼星海是他带往广州升学的20名养正学校学生之一。1921年，就讀於岭南大学附屬中学，后来成了学校管弦乐队的指挥，得到“南国箫手”雅号。1925年秋，在岭南大学读预科。但始入学旋即去北京大学音乐传习所专修乐理及小提琴，师从萧友梅博士和知名俄籍小提琴教授托诺夫，靠在学校图书馆任助理员维持生活。
1927年，教育部停辦北京所有國立院校的音樂專業，包括北大音樂傳習所。所長蔡元培與教務主任萧友梅於上海創建中國第一所專業高等音樂教育機構，國立音樂院，分別任校長、教務主任。1928年，冼星海隨之赴國立音樂院，學習小提琴和钢琴，并发表音乐短论《普遍的音乐》。1929年夏，南京國民政府將國立音樂院「本升專」，改組爲音樂專科學校。洪潘、蒋风之、陈振铎、冼星海等參與學潮，前往南京请愿。洪潘公然詆毀蕭友梅爲「典型的資產階級音樂教育家」，稱蕭友梅的思想是「你有錢就來學音樂，沒有錢就不要來學音樂」，要求開除蕭友梅。熊樂忱稱：「我與星海都是蕭友梅先生的兩度學生，蕭先生為星海安排工作，解決困難……那次學潮，從感情上來說是不幸的事件，無怪蕭先生（特別是對星海）十分傷心。」廖辅叔回忆道：“学潮平息之后，有一个参与闹事的积极分子曾经对人说，那位插手学潮的老师给他打包票，事成之后，送他出国留学。”1929年7月25日，學潮後，教育部下令國立音樂院停辦、成立改組委員會。蕭友梅在當月辭職。冼星海未獲國立音樂專科學校錄取，被开除学籍，筹集200元路费返回岭南。
1929年，冼星海前往法國巴黎，师从提琴家保罗·奥别多菲尔和作曲家文森特·丹第和保罗·杜卡斯。隨後在1934年考入巴黎音乐学院，在巴黎圣乐学校作曲班学习。留法期间，创作了《风》、《游子吟》、《D小调小提琴奏鸣曲》等十余首作品。
1935年，冼星海由伦敦经香港回国，在上海加入“歌曲作者协会”，任新华电影公司音乐主任，參與抗日救亡歌咏运动，创作大量战斗性的群众歌曲，并为影片《壮志凌云》、《青年进行曲》、话剧《复活》、《大雷雨》等配樂。抗战开始后参加「上海救亡演剧二队」，后去武汉与张曙负责开展救亡歌咏运动。1935年至1938年间，创作《救国军歌》、《只怕不抵抗》、《游击军歌》、《路是我们开》、《茫茫的西伯利亚》、《莫提起》、《黄河之恋》、《热血》、《夜半歌声》、《顶硬上》、《拉犁歌》、《祖国的孩子们》、《到敌人后方去》、《在太行山上》等各种类型的声乐作品。
1938年4月，国民政府军事委员会政治部第三厅任冼星海为第六处第三科属下音乐科主任，专管全国音乐工作。在接到延安鲁迅艺术学院全体师生的邀请电报后，1938年10月1日，冼星海与新婚不久的妻子钱韵玲（共产党学者钱亦石女儿），一同前往延安，担任鲁迅艺术学院音乐系主任，兼任延安女子大学的音乐教授。期間创作《黄河大合唱》和《生产大合唱》等作品。1939年，冼星海加入中国共产党。由于他对将音乐用作革命所作的探索，获得了“人民音乐家”的称号。
1940年5月，冼星海赴苏联，为大型纪录片《延安与八路军》进行后期制作与配乐。随着苏德战争爆发，《延安与八路军》制作停顿，被迫滯留于哈萨克斯坦的阿拉木图，在此期间相继完成了《民族解放交响曲》（“第一交响乐”）、《神圣之战》（“第二交响乐”）、管弦乐组曲《满江红》、交响诗《阿曼盖尔达》和以中国古诗为题材的独唱曲。1945年，冼星海因肺結核病逝莫斯科，安葬在莫斯科近郊公墓，1983年，骨灰移回中国，最终安葬于广州麓湖公园的星海园。

## 作品
- 大合唱
  - 《生产运动大合唱》
  - 《黄河大合唱》
  - 《九·一八大合唱》

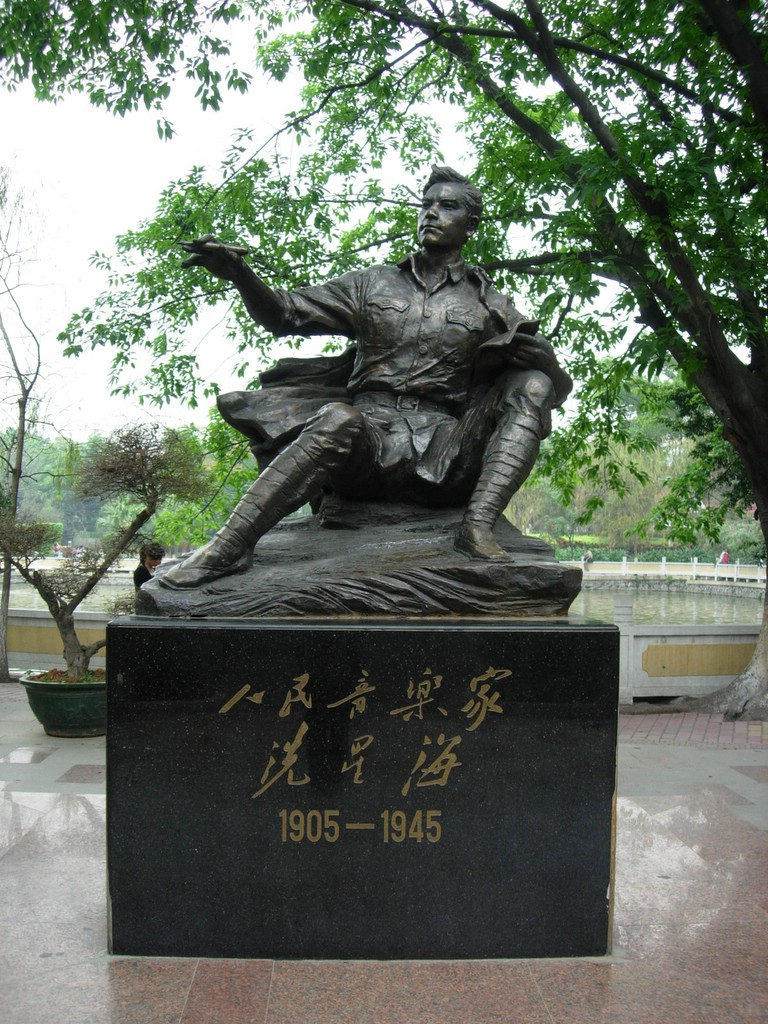
番禺星海公园冼星海雕像

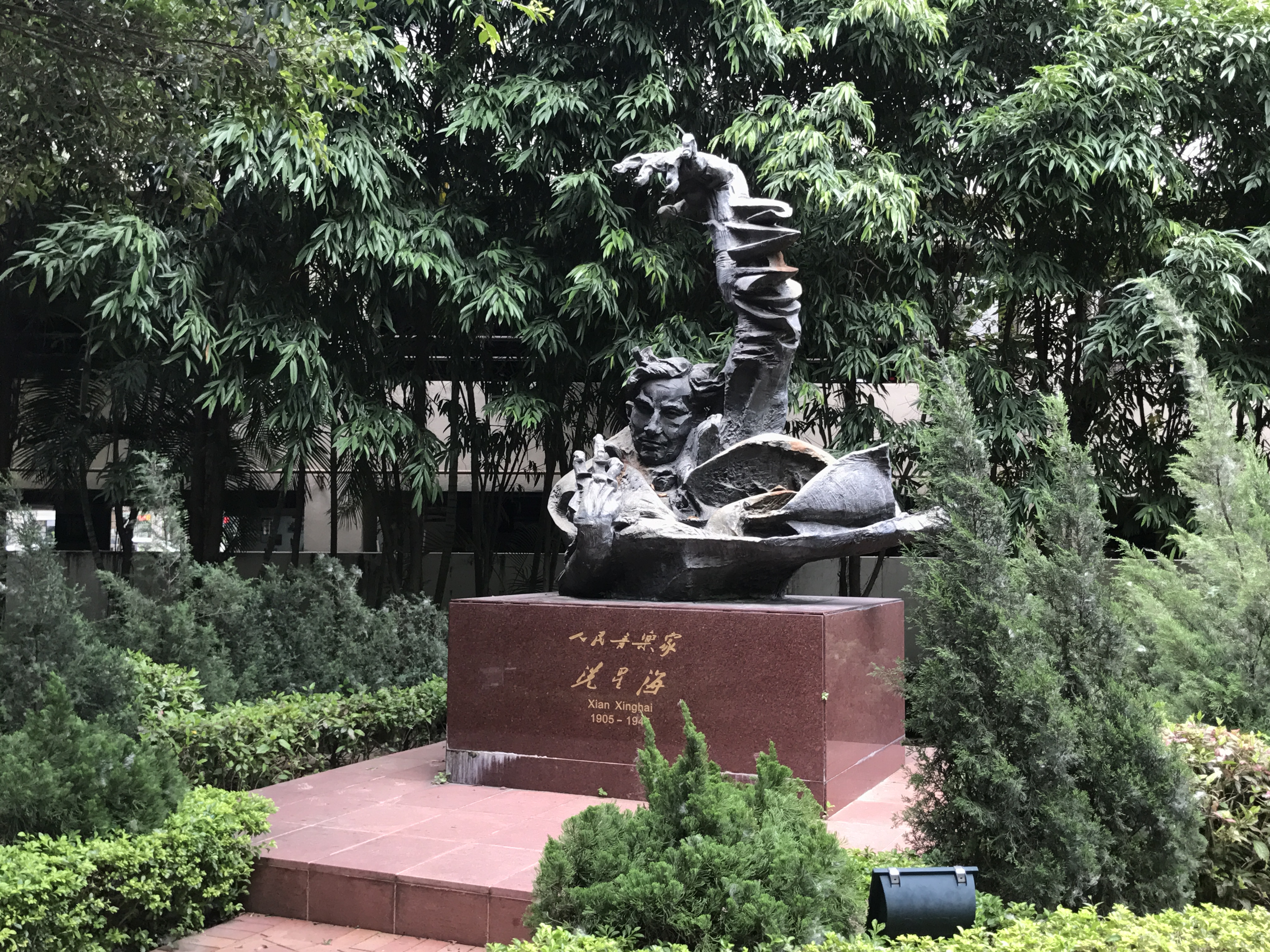
位於澳門的冼星海紀念銅像

  - 《牺盟大合唱》（1940年，被誉为《黄河大合唱》的姊妹篇）
- 交响曲
  - 《民族解放》
  - 《神圣之战》
- 管弦乐组曲
  - 《满江红》
  - 《中国狂想曲》
其中一段《下山虎》由刘文金为纪念洗星海逝世30周年在1975年10月改编成民族管弦乐曲
- 小提琴曲
  - 《郭治尔·比戴》
- 歌曲
  - 《游击军歌》
  - 《到敌人后方去》
  - 《在太行山上》
  - 《二月里来》
  - 《黄河之恋》
  - 《夜半歌声》
  - 《救国军歌》
  - 《战歌》
  - 《保卫卢沟桥》
  - 《三八妇女节歌》
  - 《打倒汪精卫》
- 电影配乐
  - 《壮志凌云》
  - 《青年进行曲》
  - 《夜半歌声》
- 著作
  - 《我学习音乐的经过》[7]

## 纪念物
- 广州：建有星海音乐学院、星海音乐厅、番禺冼星海纪念馆、星海中学、星海公园。在南沙榄核镇[註 2]，北斗大桥以南的南北走向大道也以他名字命名为星海大道；榄核镇于2014年也曾提出改名为“星海镇”[8]，不过由于此前该名称的重复地名太多等原因，并未成行。

- 澳門：建有冼星海大馬路、冼星海紀念館[9]。

- 哈萨克斯坦：建有冼星海故居纪念碑，阿拉木图的弗拉基米尔大街被命名为冼星海大街[10]。

## 家庭
- 祖父：冼容添，番禺人
- 祖母：盧氏
- 外祖父：黃錦村，從事打漁及航海業
- 父親：冼喜泰，澳門人，從事打漁及航海業，36歲時沉海逝世
- 母親：黃蘇英，澳門漁民
- 岳父：錢亦石（1889年－1938年）
- 岳母：王德訓（1891年－1985年）
- 夫人：錢韻玲（1914年－1994年）
- 女兒：冼妮娜
- 外孫女：郭敏

## 墓地
冼星海墓位于广州市越秀区登峰街道麓湖公园星海园内，为广州市的一个市级文物保护单位，类型为近现代重要史迹及代表性建筑，公布时间为1989年12月。
1945年10月，冼星海病逝于苏联首都莫斯科，一直安葬在莫斯科近郊公墓。直至1983年，苏中友好协会将其骨灰移交中国，由中国驻苏联大使馆护送回北京，后安葬于广州市番禺县县城。1985年，移至麓湖公园。同年，广州市人民政府在麓湖公园内修建“星海园”，建成冼星海墓。

## 備註
1. ↑  亦作Hsien Hsing-hai或Sinn Sing Hoi（粵）
2. 1 2  早前曾一度推定其故鄉為番禺縣湴湄村（今屬南沙区欖核鎮）[3]。